# Mumbo Jumbo (achtbaan)
Mumbo Jumbo is een stalen achtbaan in het Engelse Flamingo Land Theme Park & Zoo in North Yorkshire.

## Algemene informatie
Mumbo Jumbo werd ontworpen en gebouwd door het Amerikaanse S&S Power. De baan is van het model El Loco.
De gebruikte achtbaantreinen bestaan uit 1 wagon met daarin 2 rijen van 2 personen. Om de achtbaantreinen naar het hoogste punt te takelen wordt gebruikgemaakt van een kettingoptakeling.

## Record
- Mumbo Jumbo werd erkend door het Guinness Book of Records als steilste achtbaan gebouwd van staal vanwege de eerste afdaling met een helling van 112°, voordien was Steel Hawg in Indiana Beach recordhouder met 111°.[2] Op 2 juli 2011 verloor de Mumbo Jumbo het record aan de Timber Drop in Fraispertuis City.